# Walter Roberts (Diplomat)
Sir Walter St Clair Howland Roberts, KCMG, OStJ, MC (* 14. Dezember 1893; † 18. November 1978) war ein britischer Diplomat, der unter anderem von 1945 bis 1949 Botschafter in Peru, zwischen 1949 und 1951 Gesandter in Rumänien sowie zuletzt von 1951 bis 1953 Gesandter beim Heiligen Stuhl war.

## Leben
Walter St Clair Howland Roberts war der Sohn des Barrister und Richters Sir Walmorth Howland Roberts und dessen Ehefrau Katherine Thomson. Sein Großvater väterlicherseits war Sir Thomas Howland Roberts, 3. Baronet Er selbst absolvierte nach dem Besuch des renommierten Winchester Collegesd ein Studium am Brasenose College der University of Oxford, das er 1916 mit einem Bachelor of Arts (B. A.) beendete. Er diente während des Ersten Weltkrieges in der Royal Field Artillery (RFA) der British Army und wurde als Leutnant (Second Lieutenant) am 16. September 1918 mit dem Military Cross (MC) ausgezeichnet.
Nach Kriegsende trat Roberts in den diplomatischen Dienst (HM Foreign Service) des Außenministeriums (Foreign Office) ein und fand in den folgenden Jahren Verwendungen im Ministerium sowie an verschiedenen Auslandsvertretungen. Dabei wurde er am 19. September 1919 zum Dritten Sekretär (Third Secretary) sowie am 2. Oktober 1936 zum kommissarischen Botschaftsrat (Acting Counsellor) befördert. Daraufhin fungierte er zwischen 1936 und 1939 im Außenministerium als Leiter des Referats für den Völkerbund und den Westen (Head of the League of Nations and Western Department). Für seine dortigen Verdienste wurde er am 11. Mai 1937 Companion des Orders of St Michael and St George (CMG). Im Anschluss war er von 1939 bis 1941 Gesandtschaftsrat an der Gesandtschaft im Iran sowie nach seiner Rückkehr zwischen 1941 und 1945 im Außenministerium Leiter des Referats für Kriegsgefangene (Head of the Prisoners of War Department).
1945 übernahm Walter Roberts von Sir Courtenay Forbes den Posten als Botschafter in Peru und bekleidete diesen bis 1949, woraufhin James Leishman Dodds seine dortige Nachfolge antrat. Am 17. Februar 1949 erfolgte als Gesandter seine Beförderung zum Beamten Dritten Grades (Officer Third Grade) Er löste 1949 Adrian Holman als Gesandter in Rumänien ab und hatte diese Funktion bis zu seiner Ablösung durch William Sullivan 1951 inne. Für seine Verdienste wurde er am 1. Januar 1951 zum Knight Commander des Orders of St Michael and St George (KCMG) geschlagen und führte seither den Namenszusatz „Sir“. Nach dem Tode von Victor Perowne am 8. Januar 1951 wurde er schließlich zuletzt 1951 dessen Nachfolger als Gesandter beim Heiligen Stuhl. Er hatte dieses Amt bis zum Erreichen der Altersgrenze von 60 Jahren 1953 inne und wurde daraufhin von Sir Douglas Frederick Howard abgelöst. 1974 wurde ihm das Offizierskreuz des Orders of Saint John (OStJ) verliehen.
Walter St Clair Howland Roberts war zwei Mal verheiratet. In erster Ehe heiratete er am 1. Mai 1924 Helen Cecil Ronayne Weekes, Tochter von Oberst Henry Wilson Weekes, DSE, OBE. Nach deren Tode am 15. April 1951 heiratete er am 22. November 1952 Cecily Hill, Tochter von Stanley Grantham Hill.